# ボスニア・ヘルツェゴビナ連邦の国旗
ボスニア・ヘルツェゴビナ連邦の国旗は、白地の左側に赤、右側に緑、中心部に国章を配置した国旗。左側の赤と国章右上の赤白のチェック（シャホヴニツァ）がクロアチア人、右側の緑と国章左上のユリの花（フルール・ド・リス）がボシュニャク人のシンボルである。
国内でセルビア人が少数派のため、この国旗・国章の意匠にはセルビア人のシンボルが存在しない。逆にセルビア人が多数を占めるスルプスカ共和国の国旗・国章には、セルビア人以外のシンボルは存在しない。
国旗は1996年11月5日に正式に採用された。しかし、2006年3月31日、ボスニア・ヘルツェゴビナ憲法裁判所は、ボスニアとクロアチアの紋章を（独占的に）表示することは、セルビア人や連邦の他の住民に対して、国家や民族の理由で差別的であるとして、この旗は違憲であると判決を下した。これにより2007年6月14日以降、連邦の紋章と同様に国旗は廃止され、ボスニア・ヘルツェゴビナ中央政府の国旗と紋章が暫定的に使用されている。

ボスニア・ヘルツェゴビナ連邦の国章（1996年から2007年まで）